# Dasyhelea simpliradialis
Dasyhelea simpliradialis är en tvåvingeart som beskrevs av Tokunaga 1940. Dasyhelea simpliradialis ingår i släktet Dasyhelea och familjen svidknott. Inga underarter finns listade i Catalogue of Life.